# Карапелит
 Тази статия е за село Карапелит.  За село Кара пилит вижте Медникарово.  
Карапелит е село в Североизточна България. То се намира в община Добричка, област Добрич.

## История
Името на селото идва от турското „кара пелит“ – черен жълъд. Тук българската войска извоюва забележителна победа в тежката Битка при Карапелит Кочмар. 

На 3 септември 1916 г. IV конна бригада в състав 400 конници от 6-и конен полк от дивизията на ген. Колeв разгромява крупна румънска част в състав 4000 щика, подкрепени с руска казашка кавалерия. С устремна атака в започналата сеч противникът е разбит и унищожен. Открит е пътят за освобождаване на Тутракан. Епопеята е вдъхновила Йордан Йовков да напише разказа „Триумф“.

#### Карапелитска епопея
На 1 септември 1916 година България обявява война на Румъния. Целта е освобождение на Южна Добруджа от румънската окупация, започнала през 1913 г.
В село Куртбунар/вълчи кладенец/(дн. гр. Тервел) е дислоцирана румънската армия. На прославения български генерал Иван Колев от кавалерията е поверено командването на Първа конна дивизия, която е в състава на Трета българска армия, командвана от ген. Стефан Тошев, който в своите спомени пише за ген. Иван Колев: „Най-после удаде се случаят на орела да разпери крилата си и да запори във висините. Настъпи вече момент, щото желязната воля, светкавичният ум, да се проявят тъй мощно в ураган и да отрупат със слава нашата армия и конница.“
Генерал Иван Колев, настъпвайки с конницата, най-напред освобождава село Курт бунар (дн. гр. Тервел). На него е възложено командването на конницата, съставена от четири конни полка, една конна батарея, две конни и две колоездачни роти и пет пеши картечни ескадрона".
След освобождението на с. Курт бунар получава заповед  да прегради пътя на неприятелската армия, придвижваща се от гр. Добрич  през Карапелит и до Тервел за оказване  помощ на войските в крепостта в Тутракан. Завързват се между селата Койнак Куйджук (дн. Подслон)  и с. Кочмар в дома срещу тях. В сраженията от румънска страна падат убити 500 – 600  войници, а в плен 1013 души. Ударът е страшен. След победата при с. Кочмар по пътя българските конници срещат голяма група неприятелски войници между селата Карапелит и Конак (дн. с. Гешаново). Завързва се голямо сражение, известно като „Карапелитската епопея“. Българските воини се сражават с далеч превъзхождащ ги противник: 4000 румънски срещу 400 български войници. Българите побеждават. За периода 2 септември 1916 г. до 3 януари 1917 г. българската армия дава 365 жертви войници, 10 офицери и 527 коня. Само в участъка в с. Карапелит жертвите са 56 бойци.
Според запазени свидетелства в печата в края на Румънската кампания през Първата световна война оттеглящите се румънски окупационни сили отнемат от населението в района на селото едър и дребен добитък.
През 2009 г. се навършиха 93 години от славната „Карапелитска епопея“ и освобождаването на село Карапелит от румънско владичество. Признателното поколение на селото излъчи Инициативен комитет в състав: Петър Георгиев, председател, и членове: Желка Димитрова, Стефка Виденова, Стефан Костадинов, Джевджет Бейтула, Кера Стоева и Мария Пасева за издигането на паметник в прослава на подвига на генерал Иван Колев в центъра на селото, който бе тържествено открит на 8 септември 2009 г.

## Население
Преброяване на населението през 2011 г.
Численост и дял на етническите групи според преброяването на населението през 2011 г.:
|                     | Численост | Дял (в %) |
| Общо                | 1111      | 100,00    |
| Българи             | 549       | 49,41     |
| Турци               | 22        | 1,98      |
| Цигани              | 524       | 47,16     |
| Други               | 0         | 0,00      |
| Не се самоопределят | 0         | 0,00      |
| Неотговорили        | 12        | 1,08      |

## Личности
- Йордан Цонев – български политик
- Любомир Тодоров (р. 1951) – български дипломат
- Калчо Чукаров – български депутат